# 벤저민 블룸
벤저민 블룸(Benjamin S. Bloom, 1913년 2월 21일 ~ 1999년 9월 13일)은 미국의 교육심리학자이다.

## 약력
미국 펜실베이니아주의 유태계 가정에서 태어나 1935년 펜실베이니아 주립 대학교에서 박사 학위를 받았다. 시카고 대학교의 교육학과 교수로 재직하였으며 이스라엘, 인도 등의 국가에서 교육자문으로 활동하였다. 

1955년 수업목표에 대한 타일러의 견해를 구체화한 교육목표분류를 발표하였고 완전학습모형을 제시하였다.